# Kay Challis
Kay Challis, alias Crazy Jane, è un personaggio creato da Grant Morrison nel fumetto Doom Patrol. È una schizofrenica con personalità multiple: più di sessanta, ciascuna con un potere differente. Crazy Jane è la personalità dominante, e apparentemente non ha alcun potere. Questo soprannome ha origine letterarie, come quello di molte delle sue personalità. Così, ad esempio, alcuni dei suoi nomi derivano da poesie di Sylvia Plath, mentre altri si ispirano a canzoni dei R.E.M., della Incredible String Band e di Siouxsie and the Banshees.
Il nome "Crazy Jane" è preso da un quadro di Richard Dadd. Anche la poesia di William Butler Yeats, Crazy Jane talks with a Bishop, è indicata esplicitamente tra le fonti e anche Hazey Jane di Nick Drake è un possibile riferimento.
Cliff Steele ha cercato di catalogare tutte queste personalità fin dall'inizio dell'arco narrativo delineato da Morrison.

## La storia di Crazy Jane
Jane Morris è la personalità alternativa dominante di Kay Challis e soffre di disturbo dissociativo dell'identità. Come risultato dell'esposizione alla "bomba genetica" dei Dominators, ciascuna delle sue personalità alternative (ad oggi 64) posseggono dei poteri diversi per ogni personalità.
Kay Challis è stata molestata da suo padre a partire dall'età di cinque anni. La prima volta che suo padre l'ha molestata, stava mettendo insieme un puzzle; questo sarebbe stato un simbolo importante per il suo futuro. Kay si ritira completamente e viene sostituita da una personalità alternativa che risponde al nome di "Miranda". Una domenica di Pasqua, Miranda è vittima di stupro in una chiesa e questo scatena flashback per i suoi precedenti abusi, inoltre la distruzione della personalità di "Miranda" e il completamento della massiccia frammentazione della personalità. Kay si impegna in un istituto psichiatrico subito dopo.
Inizialmente Crazy Jane era solo una degente della clinica psichiatrica dove Cliff si era ritirato, ma in seguito entra a far parte della Doom Patrol, fino alla fine dell'arco narrativo di Morrison.

## Alcune delle personalità di Crazy Jane
- Crazy Jane: la personalità dominante. Nessun potere.
- K-5: l'originale Kay Challis, svanita all'età di 5 anni. "Dorme" in una delle stazioni più profonde della "Sotterranea".
- Miranda: la sua personalità è andata distrutta.
- Liza Radley: personalità apparentemente normale. Temuta dalle altre personalità per il suo carattere più aperto e socievole.
- Daddy: proiezione del padre, come figura mostruosa.
- Dottoressa Harrison: occhi azzurri, potere della persuasione; sa scovare i problemi irrisolti delle persone e le costringe a fare ciò che vuole. (Questa personalità compare nell'arco narrativo di Gerard Way, successivo di anni a quello di Morrison).
- Driver 8: conduce il treno delle personalità. Efficiente. Il numero 8 sul suo berretto è disegnato come {\displaystyle \infty }, un simbolo dell'infinito.
- Black Annis: prende il nome dalla strega del folklore inglese. Estremamente aggressiva, ha il volto blu e unghie e denti lunghi e affilati.
- Baby Doll: personalità infantile. Trova tutto quanto "carino" e "adorabile". Crazy Jane la trova imbarazzante.
- Scarlet Harlot (la meretrice scarlatta): personalità ninfomane, in grado di creare manichini ectoplasmatici e di assorbire energie psicosessuali.
- Baby Harlot: fusione delle due personalità precedenti.
- Penny Farthing: balbuziente, ha il soprannome inglese dei vecchi velocipedi.
- La bella figlia del boia: un'artista, che dipinge quadri psichicamente attivi. Il nome è preso dal titolo di un album della Incredible String Band.
- Rain Brain: parla per giochi di parole, è fatta di pioggia che cade.
- Flit: ha il potere di teletrasportarsi via.
- Mama Pentecost: esperta di enigmistica, codici e linguaggi. Ha un buon carattere.
- Sun Daddy: una figura gigantesca con il sole come testa.
- Sex Bomb: esplode quando eccitata.
- Stigmata:
- Nessuno (No One): preveggente, aggressiva, autolesionista.
- Lucy Fuga (Lucy Fugue): ossa radioattive, musica, vibrazioni, armoniche.
- Hammerhead: aggressiva, ha forza e resistenza sovrumane.
- Spinning Jenny: soffre di attacchi di paura.
- Flaming Katy: ha il corpo in fiamme.
- Madame Viola (Lady Purple): l'indovina. Parla raramente.
- Karen: versione bionda di Jane che è capace di manipolare le menti facendosi amare (compare nella serie televisiva).
- Pepper's Ghost: prende il nome da un'illusione ottica.
- Merry Andrew:
- Driller Bill
- Pretty Polly
- La Regina delle Nevi (The Snow Queen)
- La Mangiapeccati (The Sin-Eater): ritiene che sia suo dovere soffrire. Jane la usa come difesa contro le torture.
- Il segnalatore (The Signal-Man):
- Jill-in-Irons:
- La Segretaria (The Secretary): efficiente.
- The Weird Sisters: una personalità triplice; esperte in enigmi e profezie;
- L'Ingegnere (The Engineer; potrebbe anche essere il Macchinista): lavora nella Sotterranea, insieme con Driver-8 e lo Scambista.
- Kit W'the Canstick:
- Jack Straw:
- The Pointman:
- Sylvia: Voce spettrale
- Butterfly Baby: vive in uno dei livelli inferiori e più infernali della sotterranea.
- The Shapeless Children:
- Bizzie Lizzie Borden:
- Il Sangue dell'Agnello (Blood of the Lamb): delira ripetendo ossessivamente il suo nome mentre sembra torturarsi nel primo episodio.
- Silver Tongue: crea lame attraverso l'uso delle sue parole
- The nun: ha le sembianze di una suora

L'episodio intitolato "Nella Sotterranea" (secondo libro dell'ed. italiana) è uno dei più importanti per comprendere le varie personalità di Crazy Jane. In questa storia molte delle personalità vengono rappresentate graficamente.
La Sotterranea è la stessa psiche di Crazy Jane, rappresentata come una metropolitana dove le varie stazioni rappresentano le varie personalità, che Driver 8 conduce in superficie (cioè nel mondo) quando le circostanze lo richiedono.

## Curiosità
- Il personaggio di Ragged Robin ne Gli Invisibili appare come una versione alternativa di Crazy Jane.

## Altri media
Nel 2019 viene interpretata dall'attrice Diane Guerrero, nella serie TV Doom Patrol